# Zastrzyk pozagałkowy
Zastrzyk pozagałkowy - to zabieg stosowany w okulistyce umożliwiający podanie różnych substancji (najczęściej leku) do oczodołu, do przestrzeni znajdującej się poza gałką oczną.

## Technika zabiegu
Zabieg wykonuje się w pozycji stojącej lub leżącej pacjenta. Po odkażeniu skóry powieki dolnej nakazuje się spojrzeć ku górze i kierunku przyśrodkowym. Następnie wkłuwa się igłę w okolicę kąta dolno-bocznego oczodołu i wprowadza się ją w kierunku szczytu oczodołu. Po aspiracji (wykluczającej, że koniec igły znajduje się w naczyniu krwionośnym) podaje się lek, najczęściej w objętości 2-3 ml.

Przeczytaj ostrzeżenie dotyczące informacji medycznych i pokrewnych zamieszczonych w Wikipedii.